# Duosperma glabratum
Duosperma glabratum är en akantusväxtart som beskrevs av Vollesen. Duosperma glabratum ingår i släktet Duosperma och familjen akantusväxter. Inga underarter finns listade i Catalogue of Life.